# Szirtes
Szirtes (1899-ig Sztriócz, szlovákul: Strihovce) község Szlovákiában, az Eperjesi kerület Szinnai járásában.

## Fekvése
Szinnától közúton 35 km-re, légvonalban 14 km-re északkeletre, a Vihorlát-hegység keleti részén fekszik.

## Története
A település 1600 körül, a ruszin lakosság soltész általi betelepítésével keletkezett, ezzel a vidék egyik legfiatalabb községe. Első írásos említése 1635-ben történt. Jobbágyok lakta település volt, a homonnai uradalom része. 1715-ben és 1720-ban 8 adózó háztartása létezett.
A 18. század végén Vályi András így ír róla: „SZTRIVÉZ. Orosz falu Zemplén Várm. földes Ura B. Vécsey Uraság, lakosai g. katolikusok, fekszik Hrabovához, Rosztokához n. ny. 3/4, és Mihajlótól n. k. is annyi órányira; határja 2 nyomásbéli, hegyes, kavitsos, sovány, sárga, agyagos a’ földgye, többnyire zabot terem, középszerűen pedig árpát, kölest, tatárkát, és krompélyt, erdeje van, kenyér dolgában szűkölködik; piatza Homonnán és Ungváron.”
1828-ban 48 házában 364 lakos élt. A községben vízimalom működött.
Fényes Elek 1851-ben kiadott geográfiai szótárában így ír a faluról: „Sztrihócz, orosz falu, Zemplén vmegyében, Szinna fiókja: 354 g. kath., 10 zsidó lak., 441 h. szántófölddel. F. u. b. Vécsey. Ut. posta N. Mihály.”
Borovszky Samu monográfiasorozatának Zemplén vármegyét tárgyaló része szerint: „Szirtes, azelőtt Sztriócz. Ung vármegye határán fekvő ruthén kisközség 51 házzal és 344 gör. kath. vallású lakossal. Postája Ublya, távírója és vasúti állomása Kisberezna. A homonnai uradalomhoz tartozott. A hagyomány szerint már a tatárjárás előtt fennállott és beljebb, a hegyek között feküdt, a hol földbe vájt búvóhelyek még ma is láthatók. Állítólag a tatárjárás után telepedett mai helyére. Újabbkori birtokosai a gróf Van Dernáth, báró Vécsey, gróf Schmiddegh, gróf Nádasdy és herczeg Lobkovitz családok voltak és most herczeg Lobkovitz Rudolfnak van itt nagyobb birtoka. Gör. kath. fatemplomát 1790 körül építették. A benne látható, poklot ábrázoló kép, 1796-ból való. Az egyház vert ezüst-kelyhet őriz, mely mintegy kétszáz éves.”
1920 előtt Zemplén vármegye Szinnai járásához tartozott, majd az újonnan létrehozott csehszlovák államhoz csatolták. 1939 és 1945 között ismét Magyarország része.

## Népessége
| Év:            | 1994. | 2004.    | 2014.   | 2024.    |
| -------------- | ----- | -------- | ------- | -------- |
| Emberek száma: | 228   | 175      | 159     | 119      |
| Eltérés:       |       | -23,24 % | -9,14 % | -25,15 % |

| Év:            | 2023. | 2024.   |
| -------------- | ----- | ------- |
| Emberek száma: | 123   | 119     |
| Eltérés:       |       | -3,25 % |

1910-ben 315, túlnyomórészt ruszin anyanyelvű lakosa volt.
2001-ben 196 lakosából 172 szlovák, 17 ruszin és 7 ukrán volt.
2011-ben 147 lakosából 113 szlovák és 20 ruszin volt.

## Nevezetességei
- Görögkatolikus temploma a 18. század végén épült.